# Holothuria signata
Holothuria signata is een zeekomkommer uit de familie Holothuriidae.
De wetenschappelijke naam van de soort werd in 1875 gepubliceerd door Hubert Ludwig, en is gebaseerd op materiaal dat bij Tahiti was verzameld. De naam werd in 1899 door Ludwig zelf, op aangeven drie jaar eerder van Kurt Lampert, gereduceerd tot een synoniem van Holothuria edulis, waarvan het type afkomstig is van de Molukken. In 2007 haalden O'Loughlin, Paulay, VandenSpiegel en Samyn de naam weer uit die synonymie.